# Simulium torresianum
Simulium torresianum är en tvåvingeart som beskrevs av M. Josephine Mackerras 1955. Simulium torresianum ingår i släktet Simulium och familjen knott. Inga underarter finns listade i Catalogue of Life.